# 南風原町立南風原中学校
南風原町立南風原中学校（はえばるちょうりつ はえばるちゅうがっこう）は、沖縄県島尻郡南風原町にある公立（町立）中学校。

## 通学区域
字与那覇、字宮城、字大名、字新川、字宮平、字兼城（県営第一団地、県営第二団地、兼本ハイツを除く。）

## 出身著名人
- 澤岻奈々子（MAX）- 歌手[3]